# Angelo Piero Sereni
Angelo Piero Sereni (Roma, 18 dicembre 1908 – Roma, 3 aprile 1967) è stato un giurista italiano naturalizzato statunitense.

## Biografia
Angelo Piero Sereni nasce a Roma nel 1908 da Mario Sereni e Agnese Pirani, una famiglia ebraica. Si laurea in giurisprudenza all'Università di Roma nel 1928 sotto la direzione di Tomaso Perassi. Perfezionati i suoi studi a Ginevra, L'Aia e Vienna, nel 1931 Sereni diventa assistente alla Cattedra di diritto internazionale dell'Università di Roma, per conseguire quindi la libera docenza nel 1933. Dal 1933 insegna all'Università di Ferrara dove viene promosso nel 1936 professore straordinario di diritto internazionale. La nomina è però sospesa dall'entrata in vigore delle leggi razziali fasciste del 1937. A nulla vale il fatto che il padre del Sereni sia stato un volontario nella prima guerra mondiale e che il Sereni stesso risulti iscritto al Partito Nazionale Fascista dal 1927.
Sereni lascia l'Italia con la moglie e i figli per rifugiarsi a New York negli Stati Uniti dove esercita la libera professione di avvocato ed insegna come professore a contratto alla Columbia University. Li' pubblica la sua opera più conosciuta a livello internazionale, The Italian Conception of International Law (New York, 1943). Riceve la cittadinanza americana.
Nel dopoguerra Sereni nel 1945 viene reintegrato in servizio presso l'Università di Ferrara e nel 1948 consegue l'ordinariato. Prosegue la sua attività internazionale, tenendo nel 1948 un corso su «La rappresentanza nel diritto internazionale» all'Accademia di diritto internazionale de L'Aja.
Nel 1954 rientra definitivamente in Italia, a Bologna, dove è chiamato a coprire la cattedra di diritto internazionale della Facoltà di Giurisprudenza dell'Università di Bologna e offre corsi presso la sede bolognese della Johns Hopkins University. Arrivano i primi riconoscimenti internazionali e la nomina a membro di alcune tra le più prestigiose associazioni internazionale di diritto. La morte improvvisa lo coglie nel 1967 nel pieno della sua carriera.

## Opere principali di Angelo Piero Sereni
- La rappresentanza nel diritto internazionale (1936)
- I marchi di fabbrica e di commercio nel diritto internazionale privato (1938)
- The Italian Conception of International Law (1943)
- Le società per azioni negli Stati Uniti (1952)
- Aspetti del processo civile negli Stati Uniti (1954)
- Studi di diritto comparato, I: Diritto degli Stati Uniti (1956)
- Diritto internazionale (4 voll., 1956-1965)
- Le organizzazioni internazionali (1959).